# Staffelkirche

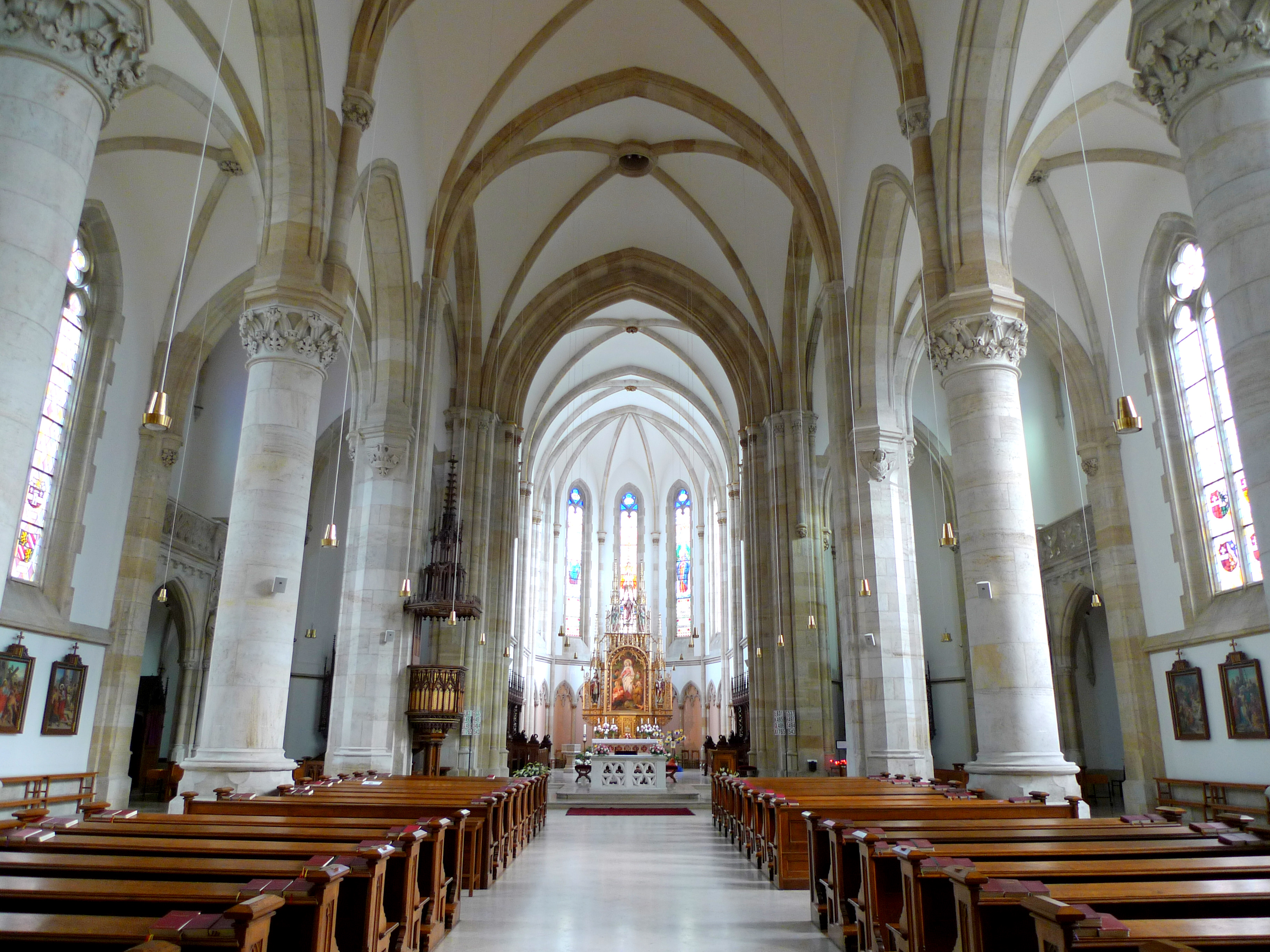
L'interno di una Staffelkirche, chiesa di Santa Elisabetta (Wieden).

La Staffelkirche, o chiesa "a gradoni", è una particolare tipologia di chiesa che si pone a metà strada tra l'Hallenkirche e la basilica.
In essa la navata centrale, a differenza della tipologia Hallenkirche, è più alta delle laterali (tipico della basilica), tuttavia non è nettamente emergente, ma segna al suo culmine il vertice di un profilo ininterrotto, saliente dai lati al centro, con una soluzione che unifica lo spazio interno in modo spesso più efficace della stessa "chiesa a sala".
Anche in questo caso, proprio come avviene nell'Hallenkirche, la navata centrale rinuncia all'illuminazione diretta tramite due file di aperture poste sopra i sostegni, ma essendo poco più alta delle navate laterali con le quali comunica, partecipa di una spazialità dilatata, interrotta solo dai sostegni (colonne o pilastri).

## Esempi
- Chiesa di San Francesco (Gubbio)[3]
- Chiesa di Santa Elisabetta (Vienna)